# Championnat du Guatemala de football 1993-1994
Navigation
Saison précédente Saison suivante
La Liga Nacional 1993-1994 est la quarante-deuxième édition de la première division guatémaltèque.
Lors de ce tournoi, le Aurora FC a tenté de conserver son titre de champion du Guatemala face aux onze meilleurs clubs guatémaltèques.
Chacun des douze clubs participant était confronté deux fois aux onze autres équipes. Puis les six meilleurs et les six derniers se sont affrontés deux fois de plus lors de la seconde phase du championnat.
Seulement deux places étaient qualificatives pour la Coupe des champions de la CONCACAF et une place pour la Coupe des vainqueurs de coupe de la CONCACAF attribuée au vainqueur de la Copa Gallo.

## Les 12 clubs participants
| \| Guatemala: Aurora FC CSD Comunicaciones CSD Municipal Dep. Amatitlán Guatemala Deportivo Chiquimulilla Guatemala Juventud Escuintleca Izabal JC Deportivo Mictlán Guatemala Juventud Retalteca CSD Sacachispas Deportivo Suchitepéquez Xelaju MC \| Localisation des clubs engagés dans le championnat. |
| Guatemala: Aurora FC CSD Comunicaciones CSD Municipal Dep. Amatitlán Guatemala Deportivo Chiquimulilla Guatemala Juventud Escuintleca Izabal JC Deportivo Mictlán Guatemala Juventud Retalteca CSD Sacachispas Deportivo Suchitepéquez Xelaju MC                                                           |

Ce tableau présente les douze équipes qualifiées pour disputer le championnat 1993-1994. On y trouve le nom des clubs, le nom des stades dans lesquels ils évoluent ainsi que la capacité et la localisation de ces derniers.
| Club                    | Stade                            | Capacité          | Ville          |
| Deportivo Amatitlán     | Stade Municipal Amatitlan        | 12 000            | Amatitlán      |
| Aurora FC               | Stade de l'Ejército              | 13 300            | Guatemala City |
| Deportivo Chiquimulilla | Stade inconnu                    | Capacité inconnue | Chiquimulilla  |
| CSD Comunicaciones      | Stade Mateo Flores               | 30 000            | Guatemala City |
| Juventud Escuintleca    | Stade Ricardo Muñoz Gálvez       | 3 000             | Escuintla      |
| Izabal JC (en)          | Stade Roy Fearon                 | 8 000             | Puerto Barrios |
| Deportivo Mictlán (en)  | Stade La Asunción                | 3 000             | Asunción Mita  |
| CSD Municipal           | Stade Mateo Flores               | 30 000            | Guatemala City |
| Juventud Retalteca      | Stade Óscar Monterroso Izaguirre | 8 000             | Retalhuleu     |
| CSD Sacachispas (en)    | Stade Las Victorias              | 9 000             | Chiquimula     |
| Deportivo Suchitepéquez | Stade Carlos Salazar Hijo        | 12 000            | Mazatenango    |
| Xelaju MC               | Stade Mario Camposeco            | 11 000            | Quetzaltenango |

## Compétition
La compétition se déroule en trois phases:
- Le phase régulière : vingt-deux journées de championnat.
- La seconde phase : dix journées de championnat entre les six meilleures et les six moins bonnes équipes de la phase régulière.
- La finale et le barrage : si le leader de la phase régulière et de la seconde phase ainsi que les derniers de ces deux phases sont différents, les équipes s'affrontent pour désigner le champion de la saison et l'équipe qui sera relégué directement en Primera División de Guatemala.

### Phase régulière
Lors de la phase régulière les douze équipes affrontent à deux reprises les onze autres équipes selon un calendrier tiré aléatoirement.
Les six meilleures équipes sont qualifiées pour le groupe des champions et les six moins bonnes pour le groupe de relégation.
Le premier est également qualifié pour la finale du championnat et le dernier participe au barrage de relégation en fin de saison.
Le classement est établi sur l'ancien barème de points (victoire à 2 points, match nul à 1, défaite à 0).
Le départage final se fait selon les critères suivants :
- Le nombre de points.
- La différence de buts générale.
- Le nombre de buts marqué.

#### Classement
| Rang | Équipe                  | Pts | J  | G  | N  | P  | Bp | Bc | Diff |
| ---- | ----------------------- | --- | -- | -- | -- | -- | -- | -- | ---- |
| 1    | CSD Municipal           | 35  | 22 | 14 | 7  | 1  | 54 | 17 | +37  |
| 2    | CSD Sacachispas (en) P  | 28  | 21 | 8  | 12 | 1  | 35 | 14 | +21  |
| 3    | CSD Comunicaciones      | 28  | 22 | 10 | 8  | 4  | 35 | 26 | +9   |
| 4    | Deportivo Suchitepéquez | 25  | 21 | 8  | 9  | 4  | 31 | 24 | +7   |
| 5    | Aurora FC T             | 25  | 22 | 8  | 9  | 5  | 25 | 25 | 0    |
| 6    | Juventud Escuintleca    | 22  | 22 | 7  | 8  | 7  | 25 | 28 | -3   |
| 7    | Deportivo Chiquimulilla | 21  | 22 | 8  | 5  | 9  | 29 | 28 | +1   |
| 8    | Deportivo Mictlán (en)  | 20  | 22 | 5  | 10 | 7  | 32 | 33 | -1   |
| 9    | Izabal JC (en)          | 19  | 22 | 5  | 9  | 8  | 32 | 40 | -8   |
| 10   | Deportivo Amatitlán     | 17  | 22 | 6  | 5  | 11 | 22 | 37 | -15  |
| 11   | Xelaju MC               | 14  | 22 | 2  | 10 | 10 | 25 | 39 | -14  |
| 12   | Juventud Retalteca      | 8   | 22 | 2  | 4  | 16 | 21 | 53 | -32  |

| Légende : Qualifications et relégations | Légende : Qualifications et relégations          |
| --------------------------------------- | ------------------------------------------------ |
|                                         | Qualifié pour le groupe des champions            |
|                                         | Qualifié pour le groupe de relégation            |
|                                         | T Tenant du titre P Promu de la saison 1992-1993 |

### Seconde phase
Lors de la seconde phase les six équipes de chaque groupe affrontent à deux reprises les cinq autres équipes de leur groupe selon un calendrier tiré aléatoirement.
Le premier du groupe des champions est qualifié pour la finale du championnat.
Le dernier du groupe de relégation est qualifié pour les barrages de relégation en Primera División de Guatemala.
Le classement est établi sur l'ancien barème de points (victoire à 2 points, match nul à 1, défaite à 0).
Le départage final se fait selon les critères suivants :
- Le nombre de points.
- La différence de buts générale.
- Le nombre de buts marqué.

#### Classement
| Rang | Équipe                  | Pts | J  | G | N | P | Bp | Bc | Diff |
| ---- | ----------------------- | --- | -- | - | - | - | -- | -- | ---- |
| 1    | CSD Municipal           | 12  | 10 | 4 | 4 | 2 | 29 | 7  | +22  |
| 2    | Juventud Escuintleca    | 12  | 10 | 4 | 4 | 2 | 10 | 11 | -1   |
| 3    | CSD Comunicaciones      | 11  | 10 | 3 | 5 | 2 | 10 | 9  | +1   |
| 4    | Aurora FC T             | 11  | 10 | 3 | 5 | 2 | 7  | 9  | -2   |
| 5    | CSD Sacachispas (en) P  | 7   | 10 | 2 | 3 | 5 | 8  | 10 | -2   |
| 6    | Deportivo Suchitepéquez | 7   | 10 | 2 | 3 | 5 | 6  | 24 | -18  |

| Rang | Équipe                  | Pts | J | G | N | P | Bp | Bc | Diff |
| ---- | ----------------------- | --- | - | - | - | - | -- | -- | ---- |
| 1    | Deportivo Chiquimulilla |     |   |   |   |   |    |    |      |
| 2    | Deportivo Mictlán (en)  |     |   |   |   |   |    |    |      |
| 3    | Izabal JC (en)          |     |   |   |   |   |    |    |      |
| 4    | Juventud Retalteca      |     |   |   |   |   |    |    |      |
| 5    | Xelaju MC               |     |   |   |   |   |    |    |      |
| 6    | Deportivo Amatitlán     |     |   |   |   |   |    |    |      |

| Légende : Qualifications et relégations | Légende : Qualifications et relégations                                 |
| --------------------------------------- | ----------------------------------------------------------------------- |
|                                         | Coupe des champions de la CONCACAF 1995 (2e Tour de qualification)      |
|                                         | Coupe des champions de la CONCACAF 1995 (1er Tour de qualification)     |
|                                         | Coupe des vainqueurs de coupe de la CONCACAF 1994 (Quart de finale)     |
|                                         | Qualifié pour le barrage de relégation en Primera División de Guatemala |
|                                         | T Tenant du titre P Promu de la saison 1992-1993                        |

### Barrages de promotion/relégation
Les deux équipes ayant fini dernière des deux phases du championnat s'affrontent lors d'une confrontation aller-retour, le perdant est directement relégué en Primera División de Guatemala. En cas d'égalité sur la somme des deux matchs, une prolongation et une séance de tirs au but ont éventuellement lieu.
| Club               | Aller           | Retour          | Club                | Commentaire |
| Juventud Retalteca | Scores inconnus | Scores inconnus | Deportivo Amatitlán |             |

### Finale
Le CSD Municipal ayant remporté les deux phases de la compétition, la finale n'a pas eu lieu et le club a été sacré champion du Guatemala et participe à ce titre au Campeón de Campeones en début de saison suivante.

## Bilan du tournoi
| Championnat du Guatemala de football 1993-1994           |                         |
| Champion                                                 | CSD Municipal           |
| Dauphin                                                  | Juventud Escuintleca    |
| Coupes et trophées                                       |                         |
| Vainqueur Copa Gallo                                     | Deportivo Suchitepéquez |
| Qualifications continentales                             |                         |
| Coupe des champions1995 (Deuxième tour de qualification) | CSD Municipal           |
| Coupe des champions1995 (Premier tour de qualification)  | CSD Comunicaciones      |
| Coupe des coupes 1994 (Phase de qualification)           | Aurora FC               |
| Promotions et relégations                                |                         |
| Promus en Liga Nacional de Guatemala                     | Cobán Imperial          |
| Relégués en Primera División de Guatemala                | Juventud Retalteca      |